# Michel Llorca
Pour les articles homonymes, voir Llorca.
Michel Llorca, né le 9 juin 1927 à Carpentras et mort le 11 mars 2007 à Malaucène (Vaucluse) est un coureur cycliste français, professionnel de 1951 à 1957.

## Palmarès
- 1952
  - Circuit des cols pyrénéens
  - 2e du Grand Prix d'Andalousie
  - 3e du Circuit du Ventoux
  - 3e du Tour du Sud-Est

## Résultats sur les grands tours

### Tour de France
1 participation
- 1952 : abandon (10e étape)